# Fußball-Oberliga Hessen 1989/90 (Frauen)
Die Fußball-Oberliga Hessen 1989/90 war die fünfte Spielzeit und die Letzte als höchste Liga für Frauenmannschaften aus Hessen. Meister wurde der FSV Frankfurt der seinen Titel aus der Vorsaison verteidigen konnte. Der FSV Frankfurt und die SG Praunheim qualifizierten sich nach der Saison für die neu geschaffenen Frauen-Bundesliga Süd.

## Abschlusstabelle
| Pl. | Verein                   | Sp. | Tore  | Punkte |
| --- | ------------------------ | --- | ----- | ------ |
| 01. | FSV Frankfurt            | 18  | 96:60 | 34:20  |
| 02. | SG Praunheim             | 18  | 45:14 | 28:80  |
| 03. | SpVgg 1910 Langenselbold | 18  | 40:28 | 24:12  |
| 04. | SV Flörsheim             | 18  | 32:27 | 24:12  |
| 05. | SKG Frankfurt (N)        | 18  | 45:29 | 20:16  |
| 06. | Sportfreunde Heppenheim  | 18  | 13:32 | 12:24  |
| 07. | KSV Reichelsheim         | 18  | 27:53 | 12:24  |
| 08. | TSV Battenberg (N)       | 18  | 21:47 | 11:25  |
| 09. | SV Hintermeilingen       | 18  | 15:59 | 08:28  |
| 10. | SV Roland Rothenkirchen  | 18  | 13:52 | 07:29  |

| (N) | Aufsteiger aus der Landesliga |

## Deutsche Meisterschaft
Als hessischer Vertreter nahm der FSV Frankfurt an der Deutschen Fußballmeisterschaft 1990 teil und schied im Viertelfinale gegen den TSV Siegen aus.